# Girolamo Serra
Girolamo Serra né à Gênes en 1761 et mort dans la même ville en 1837 est un homme d'État et historien italien.

## Biographie
Girolamo Serra naquit à Gênes, en 1761, d’une des plus illustres familles de la République. Il occupa, dès sa première jeunesse, des emplois importants, et sut concilier le zèle pour le devoir avec le goût des lettres et des études sérieuses. L’histoire, surtout celle de sa patrie, eut pour lui un attrait particulier, et il ramassa de bonne heure une foule de matériaux qu’il ne tarda pas à mettre en œuvre. Dès 1798, il publia à Gênes la première partie de son ouvrage sous le titre d’Histoire de l’origine des peuples de la Ligurie, des colonies qui en sortirent et des guerres qu’ils eurent à soutenir contre Rome. Ce livre paraissait presque au moment où les armées françaises victorieuses venaient de conquérir tous les États de la République génoise. Le marquis Serra était loin de partager les opinions qui étaient alors si fort en vogue, et tant qu’elles triomphèrent, tant que leurs partisans furent au pouvoir, il se tint tout à fait éloigné des affaires. Ce ne fut qu’à l’époque où les idées modérées reprirent le dessus qu’il consentit à entrer dans le conseil municipal de sa ville natale. Nommé en l’an 9 (1801) membre du conseil général du département, puis officier de la Légion d’honneur, et enfin maire, il fut, en 1806, élu député au corps législatif. Mais il ne paraît pas qu’il ait accepté ce mandat, et nous sommes fondés à croire qu’il ne s’éloigna pas de Gênes. Quoi qu’il en soit, il était dans cette ville quand elle fut assiégée en 1814 par la flotte anglaise, que commandait William Bentinck. Tout le monde sait qu’après la reddition de la place, qui eut lieu le 18 avril, l’amiral anglais, interprétant les intentions de son gouvernement, rétablit la République telle qu’elle existait avant l’invasion française, et forma un gouvernement provisoire dont Serra fut le chef, avec le titre de président. Mais le Congrès de Vienne disposa bientôt de Gênes en faveur du roi de Sardaigne, et dans l’impossibilité où la République était de résister aux volontés des puissances signataires du traité, son chef sut, en cette pénible conjoncture, conserver une attitude digne et fière, tout en cédant à la force et à la nécessité. Au moment de résigner ses fonctions, il adressa aux Génois une proclamation pleine de sagesse et de dignité. Ce grand acte une fois accompli, Serra se retira dans la magnifique maison de campagne qu’il possédait sur la colline, et, malgré la proximité de la ville, il laissa passer bien des années avant d’y revenir ; encore ne fut-ce qu’à de longs intervalles et pour quelques instants seulement. Enseveli pour ainsi dire dans sa retraite, il voua tous ses instants à l’étude des annales de son pays, et continua le travail dont il avait donné la première partie à la fin du XVIIIe siècle. L’ouvrage entier parut enfin en 1834, à Turin, en 4 volumes in-8° (seconde édition, Capolago, 1835, 4 vol. in-12), et fut accueilli avec faveur. Ce n’est pas que l’auteur se distingue par des vues larges et profondes, par ce coup d’œil pénétrant qui saisit les effets et les causes et montre l’histoire d’un peuple dans sa providentielle unité ; ce n’est pas, en un mot, que Serra ait bien compris ce qu’on est convenu d’appeler la philosophie de l'histoire, mais tout son travail révèle infiniment de conscience dans les recherches, dans l’examen et l’emploi des matériaux qu’il avait sous la main, un grand amour pour son pays, enfin un vif respect pour la religion et le culte de ses pères. Sans doute cette disposition d’esprit a dû souvent nuire à l’impartialité de Serra, mais elle ne l’a jamais conduit à des exagérations ni à des réticences dans les faits. Sous ce rapport il dit tout ce qu’il sait, et l’on peut s’en rapporter à sa véracité. Son style est généralement simple, correct, mais on y chercherait en vain de ces pages éloquentes, de ces mouvements, de ces descriptions pittoresques qui sont le premier mérite des historiens de l’antiquité, et qui dans les ouvrages modernes dégénèrent si souvent en déclamations romanesques. En somme, Serra vise surtout à l’exactitude ; il tient beaucoup plus à instruire qu’à plaire. Arrivé à l’an 1483, il ne se sentit pas le courage d’aller plus loin. Après avoir suivi la marche toujours ascendante de son pays, après avoir tracé le tableau de ses conquêtes et de ses glorieuses luttes, il lui en eût trop coûté d’entrer dans cette période de décadence qui dura trois siècles et aboutit à une agonie léthargique, à une fin vulgaire. Le marquis Serra survécut peu à la publication de son ouvrage ; il mourut à Gênes le 31 mars 1837 ou le 10 mai 1837 .